# Dasyatis gymnura
 Dasyatis gymnura és una espècie de peix de la família dels dasiàtids i de l'ordre dels myliobatiformes.